# Collalbo
Collalbo (Klobenstein in tedesco) è una frazione - e sede del municipio - del comune italiano sparso di Renon, in provincia di Bolzano. Il paese è il maggiore centro abitato dell'altopiano del Renon e si trova a 1156 m di quota. È il capolinea della ferrovia del Renon. Vi sono numerosi alberghi, ristoranti, negozi e case di villeggiatura. Vi sono anche le scuole materne, elementari e secondarie di primo grado per i bambini e i ragazzi delle frazioni dell'altopiano. Tra le attività produttive mantiene un ruolo preminente l'artigianato, che è rinomato per la lavorazione del vetro finalizzata alla produzione di mosaici e di pitture.
All'Hotel Bemelmans, prima della Grande Guerra, soggiornò durante diverse estati Sigmund Freud, al quale è stata dedicata la Freud-Promenade.

## Sport
A Collalbo c'è un impianto per il pattinaggio e l'hockey su ghiaccio chiamato "Arena Ritten" che è anche l'impianto della squadra di hockey Ritten Sport che milita nella Serie A. All'"Ice Ring Ritten" si svolgono gare internazionali di pattinaggio di velocità.